# キックボクサー
キックボクサー（Kickboxer）は、キックボクシングを行う選手（競技者）。キックボクシングの元となった格闘技である、タイの国技・ムエタイの選手はナックモエといい、キックボクシングの派生・シュートボクシングの選手はシュートボクサーという。